# Георги Корчев (революционер)
 Тази статия е за дееца на ВМОРО.  За синоптика вижте Георги Корчев (синоптик).  
Георги Лазаров (Лазов) Корчев е български общественик и революционер, деец на Вътрешната македоно-одринска революционна организация.

## Биография
Роден е в семейството на Лазар Корчев в село Кресна, тогава в Османската империя. Учи в родното си село, четвърто отделение в Банско, прогимназия в Мелник и в Сярското българско педагогическо училище, където учи при Христо Матов. В 1895 година с тринадесетия випуск завършва Солунската българска мъжка гимназия, където учители са му Гьорче Петров и Иван Гарванов. Става учител в първокласното училище в Мелник, а в 1899 - 1900 година преподава в Горна Джумая. Влиза във ВМОРО и е помощник на районния ръководител Сава Михайлов. Жени се за дъщерята на българския архиерейски наместник отец Георги Янев. След като членът на революционния комитет Александър Китанов става нелегален, Корчев заема мястото му. Напуска училището и отваря кръчма, която се превръща в явка за среща на легални и нелегални дейци на организацията, а професията му дава възможност да обикаля околните селища.
На 23 април 1902 година е арестуван, но след 9 дни е освободен, поради липса на доказателства. След Илинденското въстание отново става учител – в Боровец, Текия, Кърнол, Дяково, Вуково, Дупнишко, България. В 1921 година се завръща и преподава в Кресна. Участва в дейността на ВМРО. Занимава се с литературна дейност – оставя неиздадени „Спомени за миналото на Кресна“ и „Извънучилищната дейност на един народен учител“, както и историческата драма „Три едновременни погребения“ и стихове.
Сътрудничи на вестник „Пирински глас“ (1937 - 1941). Умира на 9 октомври 1965 година в Кресна.